# Кјуна (Ајдахо)
Кјуна (енгл. Kuna) град је у америчкој савезној држави Ајдахо.

## Демографија
По попису из 2010. године број становника је 15.210, што је 9.828 (182,6%) становника више него 2000. године.
| Група             | 2000.         | 2010.          |
| Белци             | 4.983 (92,6%) | 13.258 (87,2%) |
| Афроамериканци    | 14 (0,3%)     | 94 (0,6%)      |
| Азијати           | 19 (0,4%)     | 108 (0,7%)     |
| Хиспаноамериканци | 261 (4,8%)    | 1.305 (8,6%)   |
| Укупно            | 5.382         | 15.210         |